# Mia Guček
Mia Guček, slovenska pop pevka, pianistka in podjetnica, * 25. februar 1993, Koper. 
Svojo glasbeno pot je začela pri petih letih v glasbeni šoli Koper, kjer se je učila klavir pri Valentini Češnjevar, Selmi Chicco in Denysu Masliuku. Izpopolnjevala se je tudi pri pianistih, kot so Ivo Pogorelich, Siawusch Gadjiev, Igor Lazko, Dubravka Tomšič Srebotnjak, Hinko Haas in drugih.
Kot pianistka je dosegla nekaj vidnejših uspehov. Trikrat je slavila na regijskih tekmovanjih primorskih glasbenikov, prejela zlato plaketo na državnem tekmovanju slovenskih pianistov TEMSIG, zmagala je tudi na regijskem in državnem tekmovanju v kategoriji klavirskih duov skupaj s kolegico Ano Žunič, v svoji zbirki pa ima tudi tri zmage iz mednarodnih tekmovanj doma in v tujini. Glasbena šola Koper ji je podelila posebno nagrado zlati violinski ključ.
Sodelovala je pri ustvarjanju filmske glasbe za biografski film o Borisu Pahorju, katerega avtor je Vlado Batista.
Mia Guček je svoje šolanje nadaljevala na Umetniški gimnaziji Koper, kasneje pa na Akademiji za glasbo v Ljubljani, na katero je bila sprejeta kot najboljša kandidatka leta 2012, s 100 možnimi točkami. Po opravljeni diplomi na Akademiji za glasbo v Ljubljani je šolanje nadaljevala na Musikhochschule v Münstru v Nemčiji.
Med študijem klavirja pri Heribertu Kochu v Münstru se je prijavila na najbolj gledan nemški show Deutschland sucht den Superstar, v katerem je med 52.000 prijavljenimi kandidati zasedla 6. mesto. V oddajah, ki so se odvijale v Nemčiji in v Južnoafriški republiki, kjer je predsednika komisije Dieter Bohlena (Modern Talking) in večmilijonsko glavo publiko pred malimi ekrani, tedensko navduševala z nemškimi in svetovnimi uspešnicami.
Leta 2022 se je prvič predstavila tudi slovenski publiki. Na izboru pesmi za Evrovizijo se je predstavila s pesmijo Independiente, s katero se ni uvrstila na Eurosong. Na festivalu Melodij morja in sonca je nastopila s skladbo Adrenalin.
Oktobra 2022 je s skladbo Nove slike, katere avtorica je sama, zmagala na jubilejni 60. Slovenski Popevki.
Njena pesem iz izbora pesmi za Evrovizijo Independiente je bila nominirana za najboljšo pesem leta 2022 na področju bivše Jugoslavije in prejela največ točk v kategoriji urbani pop na srbski podelitvi nagrad MAC Music Award Ceremony.
Deluje v Švici, kjer vodi podjetje za glasbeno distribucijo.

## Diskografija
| Leto | Pesem                |
| ---- | -------------------- |
| 2018 | Nur ein Kuss von dir |
| 2018 | Tarumba              |
| 2020 | Prelude 1            |
| 2020 | Apokalypse           |
| 2020 | Hater                |
| 2020 | Ring Ring            |
| 2020 | Fake Love            |
| 2020 | Besser als Gestern   |
| 2020 | Prelude 2            |
| 2020 | Verrückt nach dir    |
| 2020 | Herz aus Glas        |
| 2020 | Bonnie & Clyde       |
| 2020 | Unser letzter Tanz   |
| 2020 | Dolce Vita           |
| 2022 | Boogieman            |
| 2022 | Independiente        |
| 2022 | Prepovedana          |
| 2022 | Adrenalin            |
| 2022 | Nove Slike           |

## Nastopi na glasbenih festivalih

### EMA
- 2022: Independiente (Mia Guček, Octavian Rasinariu, Patrick Jamnik/Mia Guček, Octavian Rasinariu, Patrick Jamnik/Patrick Jamnik, Patrick Gold)

### Melodije morja in sonca
- 2022: Adrenalin (Mia Guček, Patrick Jamnik, Octavian Rasinariu, Patrick Liegl/Mia Guček/Patrick Jamnik, Patrick Liegl) - 12. mesto (4 točke)

### Slovenska popevka
- 2022: Nove slike (Mia Guček/Mia Guček/Jean Markič) - velika nagrada občinstva